# Молино, Вальтер
Вальтер Молино (итал. Walter Molino 5 ноября 1915, Реджо-Эмилия, Эмилия-Романья — 8 декабря 1997, Милан) — итальянский иллюстратор, карикатурист.

## Биография
Когда семья переехала в Милан, 15-летний Молино опубликовал первые сатирические карикатуры в университетской газете Libro e muschetto ; замеченный Бенито Муссолини, он был приглашён рисовать сатирические карикатуры в газету Il Popolo d’Italia, орган Национальной фашистской партии; в 1935 году его рисунки опубликовали детские журналы Il Monello, Intrepido и Giovinetto издательского дома Universo братьев Доменико и Чино Дель Дука; с 1936 года Вальтер Молино сотрудничал в юмористическом / сатирическом периодическом издании Bertoldo издательства Rizzoli и получил известность, в частности, благодаря провокационным изображениям женщин, а также продолжал рисовать сатирические картины до 1941 года .
В конце тридцатых годов Молино посвятил себя приключенческим комиксам, нарисовав в 1939 году Вируса, волшебника мертвого леса, основанного на текстах Федерико Педроччи. Это был научно-фантастический комикс, публиковавшийся частями в журнале L’Audace издательства Mondadori ; впоследствии Молино создал графическую версию Капитана Отваги, также придуманного Педроччи, Белую маску, Компанию семи и продолжил Кита Карсона Рино Альбертарелли, публиковавшегося в Topolino, в то время как в Paperino он опубликовал Пилота Лучано Серра и Мегаполис Зорро на тему Чезаре Дзаваттини, а также a Компанию семи о Альманахе Микки 1938 года и новая история с персонажем Вируса Поло V, опубликованная в Topolino .
В то же время он сотрудничает в журнале Argentovivo! издателя Энрико де Сета, рисуя различные комиксы, а также с Marc’Aurelio, ещё одной сатирической газетой, и с 1941 года он чередуется с художником Ахиллом Бельтрамом в оформлении обложек Domenica del Corriere, чтобы затем стать единственным их создателем почти на тридцать лет В этот период он также сотрудничал с Corriere dei piccoli, для которого делал юмористические истории с персонажем Пином Фокосо, а в 1942 году работал иллюстратором Il romanzo mensile . В 1945 году Молино также работал на сатирический журнал Candido, издателя Джованнино Гуарески, и на еженедельник Dinamite, издателя Лучано Педроччи . В 1946 году он снова начал сотрудничать с издателями Дель Лука для журнала Grand Hotel, чей логотип он также разработал, а также рисовал комиксы с известными киноактерами, иногда подписываясь псевдонимом JW Symes .
Среди его самых известных картин — рождение телевидения (1954), смерть чемпиона-велосипедиста Фаусто Коппи (1960), русские в космосе (1965).
В 1952 году он завершил серию из 101 картины (темпера на картоне), начатую Джино Бокасайле для Декамерона, шедевра Боккаччо, который был издан Edizioni d’Arte «A la chance du bibliophile» в Милане в 1955 году, совместно с Санте Альбертарелли, Джулио Бертолетти, Джорджо Де Гаспари.
Он также сотрудничал с 1946 по 1949 год с еженедельником Salgari, выполняя комические транспозиции некоторых романов .
В период между шестидесятыми и семидесятыми годами получила известность рубрика. Так видит их WM, выходившая в Intrepido и Il Monello, в которой предлагались карикатуры на известных личностей; антологический том этих работ, "60 карикатурных видео ", был затем удостоен награды на выставке юмора Бордигеры в 1967 году .
С шестидесятых годов Молино посвятил себя в основном живописи .
Деятельность Молино как художника обширна и представлена по всей Европе. Среди его самых известных картин «Пульчинелла, Арлеккино и Коломбелла», восковая гравюра 1986 года. В 1995 году миланская галерея Agrifoglio экспонировала его работы на выставке Вальтер Молино, новости и искусство, кураторы Изабелла Монтуоро, Роби Ронза, также был выпущен каталог, созданный под руководством Грациано Орига .
В 2004 году в туринском издательстве Lo Scarabeo опубликовал книгу «Когда телевизор был черно-белым», книгу с карикатурами.
В 1940 году женился за Нерине Морра, с которой у него двое детей, Марина (карикатурист) и Пиппо (музыкант-композитор).
Индро Монтанелли сказал: «У Вальтера Молино есть скандальный талант в распознавании и, следовательно, в переводе на бумагу, характеристик лица, которые и образуют личность каждого человека»; Джованни Моска : «Вальтер для меня связан с памятью о Бертольдо, еженедельном журнале для молодых людей, не смирившихся с конформизмом» ; Марчелло Маркези : «Молино превращает реальность в поэзию, уважая её»; Оресте дель Буоно : «Картины деяний и злодеяний, бедных людей или высоких авторитетов, пойманные в важные моменты, без лести, но и без клеветы, с ласковым пониманием и преданным благочестием».
В 2020 году иллюстрация Вальтера Молино фантастического транспортного средства «Синголетта», опубликованная в La Domenica del Corriere в декабре 1962 года стала массово распространяться в сети, поскольку рассматривалась как решение для социального дистанцирования. Ошибочно, эту иллюстрацию часто подписывают как «Жизнь в 2022 году», хотя на оригинальной иллюстрации точная дата указана не была.

## Награды и достижения
- Золотая Пальма за том " 60 карикатурных видео " на Юмористическом салоне в Бордигере в 1967 году;[3]
- Выставка под названием «Вальтер Молино между новостями и искусством» в миланской галерее Agrifoglio (1995).